# Леонард Карпентер (веслувальник)
Леонард Карпентер (англ. Leonard Carpenter, 28 липня 1902 — 15 травня 1994) — американський академічний веслувальник.
Олімпійський чемпіон 1924 року в складі вісімки.